# Corinna Rindlisbacher

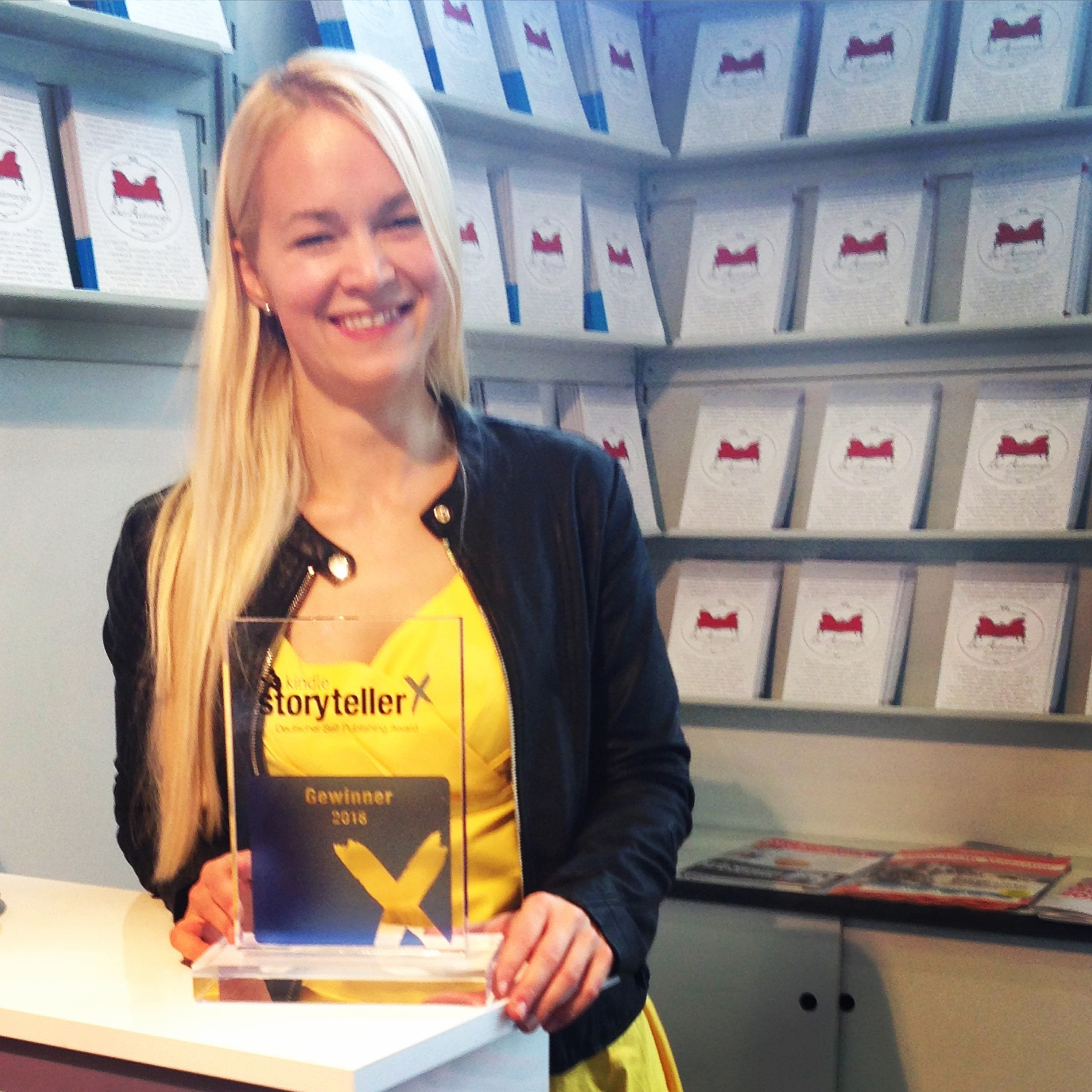
Corinna Rindlisbacher (Lemonbits), 2018

Corinna Rindlisbacher, auch bekannt unter dem Pseudonym Lemonbits, (* 1983 in Wolfenbüttel) ist eine deutsche Schriftstellerin, die Fantasy-, interaktive Spielbücher und Hörspiele verfasst.

## Werdegang
Rindlisbacher studierte von 2002 bis 2008 Germanistik und Philosophie an der TU Braunschweig mit dem Schwerpunkt Postmodernes Erzählen. Während des Studiums gründete sie ihren eigenen Verlag (Verlag Corinna Rindlisbacher, 2005–2010), um fantastische Geschichten deutscher Autoren zu verlegen.
Während eines Auslandspraktikums bei einer Tochterfirma von Springer SBM beschäftigte sie sich 2010 in Indien mit dem Layouten von Printbüchern und E-Books.
2011 gründete sie die Agentur ebokks, die Dienstleistungen für Selfpublisher anbot, wobei besonders die E-Book-Veröffentlichung im Vordergrund stand. Dafür erhielt sie von der Projekt Region Braunschweig und Wolfsburg AG im Rahmen eines Ideenwettbewerbs die Auszeichnung „Idee 2011“. Diese Agentur führt sie bis heute.
Unter verschiedenen Pseudonymen schrieb sie auch eigene Bücher. Für das interaktive Spielbuch „Die Monstertrickserin“ erhielt sie 2018 von Kindle Direct Publishing den Kindle Storyteller X Award.
Seit 2018 ist sie Mitglied in der Autorenvereinigung „Das Autorensofa“.
2020 veröffentlichte Rindlisbacher ihr erstes Verlagsbuch bei Thienemann-Esslinger.
Bei einem deutschlandweiten Wettbewerb für Audiowalks (ortsgebundene Hörbücher/-spiele) kam Rindlisbacher ins Finale und produzierte zusammen mit Storydive ein Fantasy-Hörspiel, das nur auf einer festgelegten Route durch ihre Geburtsstadt Wolfenbüttel gehört werden kann, weil es die Umgebung in die Geschichte mit einbezieht. Eingesprochen wurde das Hörspiel u. a. von Detlef Tams, Simon Pearce und Jakob Schwerdtfeger. Der Audiowalk erhielt den Publikumspreis.

## Werke
- Karma und Sue (Selbstverlag, 2014)
- Schokoladämon – Im Bann der Pralinen (Selbstverlag, 2014)
- Die Monstertrickserin (Selbstverlag, 2018)
- Der Tagtraumtänzer Lu Revas (Selbstverlag, 2019)
- Das Dämonen-Labyrinth (Planet!, 2020)
- Die Monsterforscherin (Selbstverlag, 2020)
- Schatten über Wolfenbüttel (Audiowalk bei Storydive, 2020)
- Die chinesische Spiegelfalle (Planet!, 2021)
- Quartier-Krimi: Mattenhofquartier (Drehbuch, 2022)[9]

## Auszeichnungen
- 2011: „Idee 2011“ der Projekt Region Braunschweig und Wolfsburg AG für die Gründung der Agentur ebokks
- 2018: „Kindle Storyteller X Award“ für das Spielbuch Die Monstertrickserin
- 2020: Publikumspreis des Wettbewerbs „Unter dem Pflaster liegt der Strand“ für den Audiowalk Schatten über Wolfenbüttel